# بوسا هلدینگ
بوسا هلدینگ (انگلیسی: Bossa Holding) شرکت نساجی ترک است، که در سال ۱۹۵۱ تأسیس شد.